# أبيجيل جارنر
أبيجيل جارنر (بالإنجليزية: Abigail Garner)‏ هي كاتِبة أمريكية، ولدت في 1975 في منيابولس في الولايات المتحدة.